# Chuck Darling
Charles Frick "Chuck" Darling, (Denison, 30 de março de 1930 – Littleton, 6 de abril de 2021) foi um basquetebolista estadunidense que integrou a Seleção Estadunidense na conquista da medalha de ouro nos Jogos Olímpicos de Verão de 1956 realizados em Melbourne, Austrália.

## Biografia
Foi considerado estrela em todas as competições que disputou. Jogou no basquetebol universitário pela Universidade de Iowa. Foi selecionado no draft pelo Rochester Royals porém preferiu prosseguir como amador jogando no Philips Oilers da empresa petrolífera Philips Oil, onde chegou a ser executivo da companhia.
Atuou pela seleção nacional nos Jogos Olímpicos de 1956, com a qual conquistou a medalha de ouro.
Darling faleceu em 6 de abril de 2021 na cidade de Littleton, no Colorado.